# NGC 7651-1
NGC 7651-1 is een elliptisch sterrenstelsel in het sterrenbeeld Pegasus. Het hemelobject werd op 1 september 1886 ontdekt door de Amerikaanse astronoom Lewis A. Swift.

## Synoniemen
- MCG 2-59-36
- ZWG 431.55
- PGC 71344